# 卵叶关木通
卵叶关木通（学名：Isotrema ovatifolium）为马兜铃科关木通属的植物，是中国的特有植物。分布在中国大陆的贵州、四川、云南等地，生长于海拔1,000米至2,500米的地区，多生在灌木丛中和疏林下。
叶片卵心形, 叶背密被白色长绒毛; 花紫红色, 檐部圆筒形, 延伸于上部花被管,先端开口小。